# Phaonia parviceps
Phaonia parviceps este o specie de muște din genul Phaonia, familia Muscidae, descrisă de Malloch în anul 1918.
Este endemică în Oregon. Conform Catalogue of Life specia Phaonia parviceps nu are subspecii cunoscute.